# Erich Hausen
Erich Hausen (* 5. Februar 1900 in Bad Muskau; † 19. Dezember 1973 in Swarthmore, Pennsylvania), Pseudonyme Ernst Fabel und Charles Bischoff, war ein kommunistischer Politiker und antifaschistischer Widerstandskämpfer.

## Leben
Der aus einer Handwerkerfamilie stammende Hausen besuchte von 1906 bis 1914 die Volksschule. Anschließend absolvierte er eine Lehre zum Elektriker in den Osram-Werken in Weißwasser. Parallel besuchte Hausen die Technische Schule in Weißwasser und qualifizierte sich zum Elektromonteur. In diesem Beruf arbeitete er 1916/17 bei den Siemens-Schuckertwerken. Im Jahr 1918 wurde Hausen zum Kriegseinsatz herangezogen. Die meiste Zeit war er in einem Rekrutendepot in Belgien stationiert, von wo er Anfang 1919 nach Weißwasser zurückkehrte. Im gleichen Jahr trat Hausen dem Deutschen Metallarbeiter-Verband (DMV) und der USPD bei. Für die USPD übernahm er zunächst den Orts-, bald darauf den Unterbezirksvorsitz in Weißwasser. Nach der Vereinigung von USPD-Linke und KPD Ende 1920 trat Hausen zur KPD über und wurde Lokalredakteur der Parteizeitung Rote Fahne der Lausitz in Cottbus. Wenig später, mit erst 21 Jahren, wurde Hausen Kandidat des Zentralausschusses der KPD. Ein Jahr später wählten ihn die Delegierten des 8. KPD-Parteitages in den Zentralausschuss, das oberste Leitungsgremium der Partei. 1922 wurde Hausen in die KPD-Bezirksleitung Lausitz gewählt. Ende dieses Jahres wurde er zugleich Polleiter der Parteiorganisation Lausitz. Nach dem Hamburger Aufstand 1923 verhaftete die Polizei Hausen im Dezember gleichen Jahres. Er wurde vom Staatsgerichtshof in Leipzig unter dem Vorwurf des versuchten Hochverrats zu drei Jahren Haft verurteilt, aber Ende 1925 amnestiert.
Zunächst Sekretär der Roten Hilfe für Thüringen wurde Hausen 1926 Polleiter der KPD für den Bezirk Schlesien in Breslau. Im Jahr 1927 wurde er Kandidat des Zentralkomitees (ZK) der KPD. In diesem Führungsgremium vertrat er gemeinsam mit Heinrich Galm die Positionen des „rechten“ bzw. gewerkschaftsnahen Parteiflügels um August Thalheimer und Heinrich Brandler. Nach der Wittorf-Affäre, welche zur kurzfristigen Absetzung Ernst Thälmanns vom Parteivorsitz geführt hatte, wurde Hausen, der Thälmanns Parteiausschluss gefordert hatte und der (fälschlicherweise) verdächtigt wurde, interne Materialien über die Korruption in der Hamburger KPD dem Leninbund zugespielt zu haben, Ende 1928 aus der Partei ausgeschlossen. Hausen zählte nun zu den Gründungsmitgliedern der Kommunistischen Partei-Opposition (KPO), gab deren theoretische Zeitschrift Gegen den Strom mit heraus und war Mitglied der Reichsleitung der KPO. Im Jahr 1929 übernahm Hausen eine Funktion im engeren Verwaltungsausschuss des DMV in Stuttgart, wo er die Verwaltungs- und gewerkschaftliche Bildungsarbeit auf Ortsebene koordinierte.
Im Zusammenhang mit der Machtübernahme der Nationalsozialisten floh Hausen nach dem Reichstagsbrand zunächst nach Straßburg, um dann unter der falschen Identität nach Berlin zu gehen, wo er gemeinsam mit Robert Siewert und Fritz Wiest die Widerstandsarbeit der KPO koordinierte. 1934 wurde Hausen beim Grenzübertritt in Bad Elster verhaftet und zunächst unter dem Vorwurf der Spionage und des Devisenschmuggels sechs Monate gefangen gehalten. Da Hausen über einen gültigen französischen Pass (auf den Namen Charles Bischoff) verfügte und kein belastendes Material mit sich führte, wurde er nach Frankreich abgeschoben, von wo aus er, in der Illegalität lebend die KPO-Aktivitäten koordinierte. 1938/39 gehörte Hausen zu der Minderheit in der Partei, welche die bisherige Einschätzung der KPO, nach welcher die Sowjetunion und die Komintern reformierbar seien, verwarfen und die Gruppe Marxisten-Internationalisten gründeten.
1939 nach Kriegsbeginn zunächst in verschiedenen französischen Lagern interniert, gelang es Hausen im April 1941 in die USA zu flüchten, wo er einen Diskussionskreis ehemaliger KPO- und SAPD-Mitglieder um sich sammelte. Als politischer Flüchtling wurde Hausen, welcher sich in Swarthmore/Pennsylvania niedergelassen hatte und dort wieder als Elektriker arbeitete, erst nach einem langwierigen Rechtsstreit 1952 anerkannt.